# E通卡
e通卡是通用于闽南地区的非接触式小额电子支付智能卡，由厦门易通卡责任运营有限公司发行。该卡可以用于厦门、漳州、泉州、龙岩等地的公交、轮渡以及部分出租车。e通卡除了由该公司独立发行外，还有和厦门市的小学、中学、大学联合发行的带有e通卡支付功能的校园卡，以及和厦门银行联合发行的“银鹭─e通”联名卡（该卡已停止发行）。

## 发行历史
1996年，厦门市在公交车上导入了TM卡（电卡）刷卡系统，是e通卡系统的前身。2003年1月，作为厦门市委市政府2003年为民办实事项目之一，厦门市成立厦门小额支付一卡通项目筹建组。同年9月8日，厦门小额支付e通卡系统开通试运营。同年11月8日，e通卡正式启动并对外发行，在发行当初仅可以在海沧特运公交公司、同安公交公司的公交车上支付车费，随后在厦门市公交总公司逐步导入。2004年5月，与厦门市商业银行（现厦门银行）联合发行同时具有借记卡和小额支付功能的“银鹭－e通”联名卡。8月5日，仍在继续使用原有电卡的厦门轮渡启用e通卡系统，电卡从此走入历史。11月1日，漳州市公交公司的22条线路开通e通卡系统，这是e通卡第一次在厦门市以外被采用。同年底，e通卡基本覆盖厦门市所有公交线路。
2005年1月，e通卡实现在世贸金鹰电影院的刷卡付费，这是e通卡首次跨行业应用。6月18日，龙岩市公交e通卡正式投入使用，标志着e通卡实现厦门、漳州、龙岩三地互通。同年9月，厦门大学、厦门一中、等厦门市的大学、中学陆续发行具有e通卡功能的校园卡。2006年10月，与厦门联通、厦门市商业银行联合推出银鹭U利卡，同时具有联通会员卡、银行借记卡和电子支付卡的功能。截至2007年1月，e通卡系统的年交易量已经突破2亿元，发行量超过100万张。同年底，与厦门移动联合推出采用SIMPASS双界面智能卡技术的移动e通卡，将e通卡功能融入到SIM卡中。此后，泉州安溪、南安两地的公交车也先后导入e通卡系统。
2017年底，厦门易通卡公司发行符合“交通联合”标准的“福路通·e通卡”。该卡可用于厦门地铁、公交、BRT、轮渡、出租车等交通领域，亦可在已加入全国交通一卡通互联互通的城市的公共交通领域使用。
2018年12月27日，厦门易通卡公司宣布小米手机e通卡上线运营，小米手机用户可通过小米钱包—小米公交开通e通卡，与实体卡享受同等的优惠政策。其后，华为、三星、oppo、vivo均上线该服务。
2020年8月26日，Apple Pay上线厦门e通卡（交通联合），iPhone和Apple Watch用户可通过“钱包”app开卡使用，无需开卡费，享受与实体卡相同的本地优惠。
2021年11月22日，e通卡公司主动注销支付业务许可资质。2022年12月31日預付磁条卡停止使用。
e通卡系统曾于2005年获得厦门市科技进步二等奖。

## 发行种类[17]
- 普通卡/交通联合版普通卡[18]：押金30元，不记名不挂失，适用于任何年龄人士。卡片不再使用时可退卡，可退还押金。交通联合版可在淘宝的“厦门e通卡企业店”店铺购买，线下售卡点暂不明确。
- 纪念卡/异形卡：在购卡时支付卡片费35～50元，不记名不挂失、不可退
- 银行联名卡：与银行合作发行，现时主要搭载于厦门市民卡上[19]
- 電子易通卡（手機/智能设备發行版本）：支援的厂商有华为、小米、三星、oppo、vivo、Apple，厦门中国移动用户可到指定营业门店申请换领具备交通卡功能的SIM卡
- 学生卡：在厦就读的中小学学生、中等职业学校学生、特殊教育学校学生和全日制普通高等学校本专科学生（含外地户口在厦就读学生，不含自学考试类、成人教育类、电视网络进修类、研究生及其以上学历等学生）等持学校证明/学生证原件、身份证/户口本和一寸彩色证件照1张到营业网点办理，工本费标准卡15元/张，异型卡35元/张。至18周岁期间无需年审。大学生（18-23岁）需每年办理年审，年审时间为每年8-9月份。
- 敬老卡：限年满65岁以上的老人使用注
- 劳模卡：限本市户籍持有厦门市总工会核发的《劳模证》人员使用注
- 烈属卡：限本市户籍持有厦门市民政局核发的《烈属证》人员使用注
- 保障卡：限城镇低保户因工作出行需要乘坐公交车/城镇家庭年户收入在2.4万元及以下因工作出行需要乘坐公交车的人员使用注持卡人办卡需交纳首次充值款100元中个人承担部分。

注：首次申请办卡免收卡片工本费，换/补卡需缴纳工本费15元/张

## 使用范围

### 交通
- 厦门公交集团（2003年11月—）
- 漳州市公交公司（2004年11月—）
- 厦门市轮渡公司（2005年2月—）
- 厦门海峡出租车公司（2007年1月—）
- 泉州安溪恒兴客运有限公司(安溪公交)（2007年12月—）
- 南安市公共交通公司（2008年4月—）
- 厦门快速公交场站有限公司(BRT快速公交)（2008年9月—）
- 晋江市公共交通有限公司（2008年6月—[20]）
- 厦门轨道交通集团有限公司（2017年12月—）
- 厦门市海沧交通服务有限公司（海沧农客）（？）

此外，卡面印有“交通联合”标志的e通卡可在全国327个地级以上城市（含5个示范区）刷卡使用。

## 优惠政策[22][23]
| 种类                | 市内常规公交 | BRT（快速公交） | 地铁    | 备注 |
| ------------------- | ------------ | --------------- | ------- | --- |
| 成人卡              | 80%          | 90%             | 70%-90% | 地铁消费0-40元、300元后享受9折、40元-300元享受7折。 |
| 学生卡              | 50%          | 50%             | 50%     | 除公共交通行业优惠范围外，等同普通卡使用。 |
| 敬老卡              | 0%           | 0%              | 0%      | |
| 劳模卡              | 0%           | 0%              | 90%     | |
| 烈属卡              | 0%           | 0%              | 90%     | |
| 保障卡 （保障钱包） | 100%         | 100%            | 90%     | 城镇低保户：每人每月最高100元补贴（补贴70%） 家庭所有成员年总收入低于（含）1.2万元：每人每月最高限额补贴100元（补贴50%） 家庭所有成员年总收入在1.2万元以上2.4万元（含）一下：每人每月最高限额补贴100元（补贴30%） 明补额度使用完后，可向e通卡普通钱包内充值，优惠额度等同于普通成人卡。 |

此外，使用成人e通卡及学生e通卡的市民，在公交、地铁或BRT间换乘时，在现行票价优惠基础上减去0.8元（学生e通卡为0.5元）。